# Генеральный план для провинции Каролина

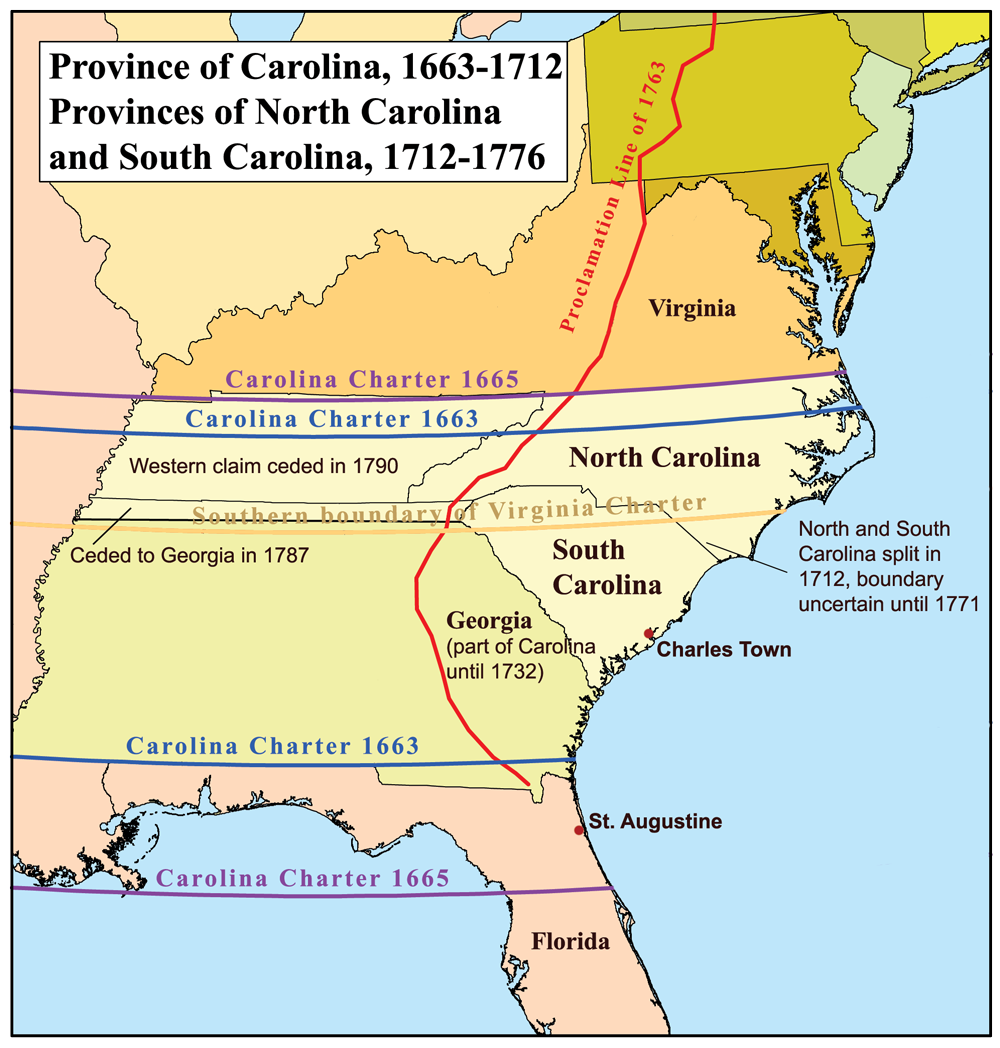
Провинция Каролина

Генеральный план для провинции Каролина (англ. Grand Model for the Province of Carolina, или же просто Grand Model) — разработанный в 1670 году утопический план для провинции Каролина. Этот план состоял из конституции в сочетании с планом поселения и развития колонии. Первая называлась «Основные конституции Каролины». Слово «конституции» было синонимом слова «статьи». Документ состоял из 120 конституций (статей). План поселения и развития колонии состоял из нескольких документов-инструкций, по руководству городским и региональным планированием, а также экономическим развитием.
И обе Основные конституции, и план развития были составлены английским либеральным философом Джоном Локком, когда он работал на лордов-собственников Каролины, группу из восьми лордов, имевших королевскую хартию на заселение колонии. Локк также был личным помощником Энтони Эшли Купера, владельца колонии, который стал графом Шефтсбери вскоре после того, как были разработаны основные элементы Генерального плана. Эшли Купер считается основателем плана, поэтому план также можно назвать Планом Купера Сегодня термин «Великая модель» используется более редко в Чарльстоне, Южная Каролина, для обозначения района города..

## Предыстория
Энтони Купер руководил составлением Локком Основных конституций Каролины в течение первого десятилетия Реставрации. В период Содружества он служил в правительстве Оливера Кромвеля и участвовал в пересмотре английских законов. До этого английское конституционное право основывалось на древних конституционных документах, таких как Великая хартия вольностей. Этот опыт заставил Эшли Купера увидеть ценность принятия официальной конституции провинции Каролина.
Эшли Купер помог восстановить Карла II на престоле в 1660 году, и король, предоставил хартию Каролины во владение Эшли Купер и других лордов-собственникам колонии. Тем не менее, Эшли Купер твердо верил в английскую традицию общего права и сбалансированного правления, систему, которую называют «Древней Конституцией», в которой дворянство играло ведущую роль. Основные конституции были разработаны, чтобы сделать формальным «готическую» систему сбалансированного правления в новой провинции. Хотя некоторые авторитеты описывают эту систему как феодализм, она, возможно, была более продвинутой в силу своей конституции и упора на основные права и взаимные выгоды между классами. Тем не менее, это была система до эпохи Просвещения.

## План заселения и развития
Основные конституции обеспечивают основу для городского и регионального развития в соответствии с планом управления и экономического развития, но и поддерживают его. После начала заселения в 1670 году колонистам был передан ряд «инструкций» с деталями и объяснениями, в которых конкретизировались области, не охваченные Основными конституциями.
На дизайн городов Каролины повлияло интенсивное планирование и восстановление, которые велись в Лондоне после Великого пожара 1666 года. Правительство Карла II запросило у некоторых учены-архитекторов планы по восстановлению города, и вдохновленные эти предложением ученые предложили проекты, среди них были проекты представленные архитектором Кристофером Реном, ученым Робертом Гуком, картографом Ричардом Ньюкортом и ландшафтным планировщиком и эрудитом Джоном Эвелином. Их проекты сильно повлияли на городское планирование в области общественной безопасности, эффективности землепользования и городской эстетики.

## Роль Джона Локка

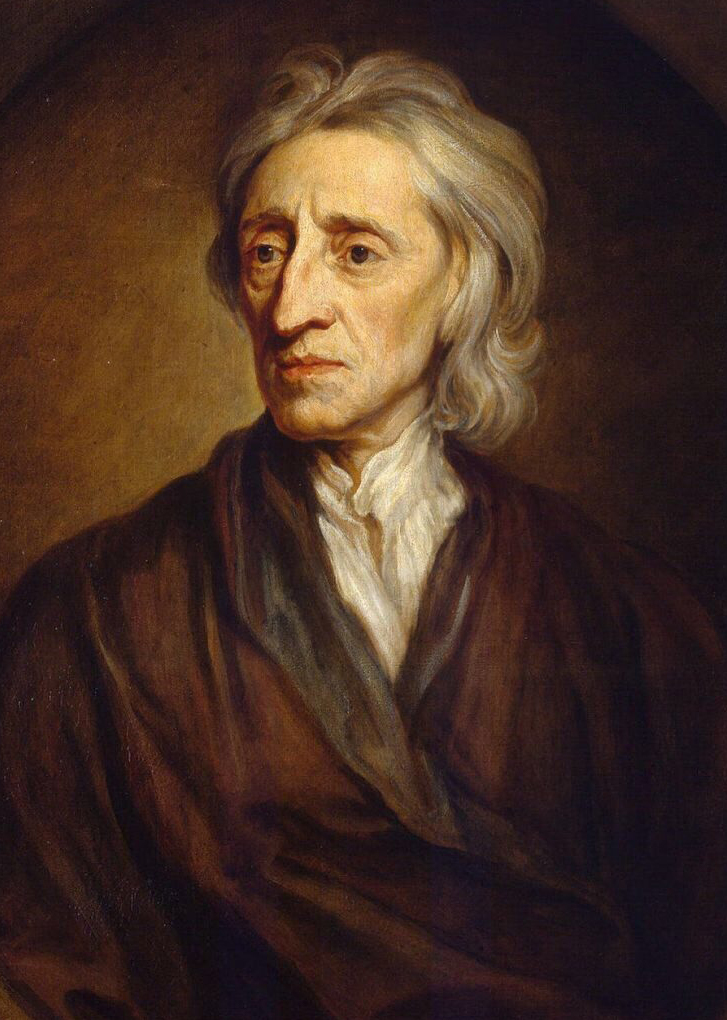
Джон Локк (1697 г.). Портрет Годфри Кнеллера.

Джон Локк впервые связался с Каролиной в качестве личного помощника Энтони Эшли Купера, отношения, которые начались в 1666 году. Вскоре после этого он стал секретарем лордов-собственников и начал разрабатывать Основные конституции Каролины и связанные с ними материалы планирования. Наиболее точная степень, с которой Локк сформировал содержание Основных конституций, неизвестна, но он, конечно же, руководствовался идеями Эшли Купером.
Положение Локка в лордах-собственниках можно охарактеризовать как «главного планировщика» Каролины. Он разработал все стандарты развития городов, а также иллюстративный план, который он включил в свои инструкции для колонистов. Его городской план содержал подробные стандарты размера квартала, размера участка, ширины и длины улицы и другие стандарты, которые аналогичны с современными постановлениями о планировании и зонировании.
Джон Локк также написал главные принципы регионального развития, которые были похожи на принципы современного планирования, включающие в себя аспекты устойчивого развития и разумного роста. К таким мнениям относятся: а) соответствие практики застройки генеральному плану (Основным конституциям); б) одновременное обеспечение инфраструктуры с землеустройством; и компактность застройки для эффективного использования земли и доступу к рынкам.

## Рабство и великая модель
Локк осудил рабство в первом предложении своих «Двух трактатов о правительстве», а затем приступил к разработке новых идей естественного равенства. Поскольку Генеральный план предполагала рабство, Локк был назван некоторыми учёными лицемером за то, что он спроектировал Каролину, а затем продолжал участвовать в этом предприятии после написания знаменитого осуждения рабства. В то время как Основные конституции содержат статью, устанавливающую рабство, нельзя найти ссылок на рабство в подробных документах планирования, над которыми Локк имел наибольший контроль. Таким образом, хотя Локк и Эшли Купер предвидели, что в Каролине будут рабы, как и в большинстве других колоний, маловероятно, что они ожидали, что она станет фундаментально зависимой от рабства (то есть «рабовладельческим обществом»), как это произошло позже.
С другой стороны, следует признать, что у Локка был определенный финансовый интерес в институте рабства. Он инвестировал в печально известную Королевскую африканскую компанию (основанную в 1660 году при короле Англии, Шотландии и Ирландии Карле II), которая, как говорят, отправила десятки тысяч рабов из Западной Африки в британские колонии в Северной Америке.
Генеральный план выделил больше земли (60 процентов) и представительства «народу», чем знати, предполагая, что фермеры-йомены должны в конечном итоге стать основой колонии. Тем не менее, рабовладельческая элита также была частью формулы с самого начала. Шефтсбери рассматривал рабство как жизненно важный фактор для основных поместий. В декабре 1671 года он посоветовал не привозить в колонию слишком много «бедняков» до тех пор, пока «состоятельные люди» не смогут «снабдить страну неграми, скотом и другими необходимыми вещами».
Превращение Каролины из колонии с рабами в колонию рабов, а затем и в рабовладельческое общество началось, когда рабовладельцы с Барбадоса стали доминирующей силой в политике Каролины в 1780-х годах. В тот период Барбадос превратился в колонию рабов, где преобладало рабское население. Генеральный план был неофициально изменен барбадосцами, которые приняли дворянские титулы, но заменили просвещенную аристократию Эшли Купера корыстной олигархией. Новая элита плантаций мало заботилась о сбалансированном правительстве, классовой взаимности или гуманном обращении с классами слуг и рабов.

## Большая модель и американская традиция планирования
Следующие компоненты Большой модели повлияли на последующее колониальное городское планирование:
1. Регулярное заселение, а не разрозненная модель развития
2. Распределение городских, пригородных и загородных участков
3. Город спланирован и заложен заранее
4. Широкие улицы, расположенные в геометрической форме, обычно в пределах сетки в квадратную милю.
5. Общественные площади
6. Стандартные прямоугольные участки
7. Зарезервированные участки для гражданских целей
8. Разделение города и деревни общей или зеленой полосой.
Филадельфия и Саванна были среди американских городов, принявших эти компоненты Большой модели. Попечители Джорджии признали влияние Великой модели: «Мы в долгу перед лордом Шефтсбери и этим поистине мудрым человеком мистером Локком, — писали они, — за превосходные законы, которые они разработали для первого поселения в Каролине».
В то время как план Локка для Чарльз-Тауна (Чарльстон, Южная Каролина) и других городов Каролины был реализован лишь частично, его сетка, общественные пространства и широкие улицы стали общими чертами американского городского планирования, во многом благодаря примерам Филадельфии и Саванны. см. План Оглторпа).

## Влияние на американскую политическую культуру
Большая модель повлияла на формирование южной, традиционалистской политической культуры. Модель, модифицированная рабовладельцами из Карибского бассейна, создала формальное рабовладельческое общество, ставшее образцом для будущих государств Глубокого Юга. Великая модель способствовала стабильной схеме землепользования на плантациях и формальной социальной иерархии во главе с дворянством. Барбадосские рабовладельцы добавили крупномасштабную монокультуру (сахарный тростник на Барбадосе, рис в Каролине) и более жесткую систему государственного и социального контроля со стороны рабовладельческой элиты. Смешанная система в Каролине установила образец, которому следовали на протяжении восемнадцатого века, и в конечном итоге оказалась подходящей для King Cotton.

## Список используемой литературы
- Эшли Купер, Энтони. The Shaftesbury Papers Чарльстон, Южная Каролина: Историческое общество Южной Каролины, 2000.
- Хейли, KHD Первый граф Шефтсбери . Оксфорд: издательство Оксфордского университета, 1968.
- Домой, Роберт. О посадке и планировании: создание британских колониальных городов . Лондон: E & FN Span, 1997.
- Мэнсфилд, Эндрю (03 сентября 2021 г.). «Непоколебимая совесть первого графа Шефтсбери и аристократический конституционализм». Исторический журнал: 1-23. doi: 10.1017/s0018246x21000662. ISSN 0018-246X
- Мартин, Бенджамин. «Причины основания колонии Джорджия в Америке», 1732 г.
- Покок, JGA Макиавеллистский момент: флорентийская политическая мысль и атлантическая республиканская традиция . Принстон: Издательство Принстонского университета, 1975.
- Сперр, Джон. «Шефтсбери и семнадцатый век». Энтони Эшли Купер, первый граф Шефтсбери, 1621—1683 гг . Суррей: Ашгейт, 2011.